# Ingall
Ingall (també In Gall, I-n-Gall, In-Gal, Ingal) és una comuna i poblat a la regió d'Agadez, al departament de Tchirozerine, al nord-est de Níger. El poblat té una població permanent inferior a 500 habitants. És conegut pel seu oasi i els seus llacs secs (planes de sal), i perquè Ingall és el punt de trobada del festival Cure Salee dels pastors tuaregs i wodaabes. Cada setembre celebren la finalització de la temporada de pluges. Durant el festival, la població d'Ingall s'incrementa en milers de persones a causa de l'arribada dels nòmades i turistes. L'any 2011, la comuna tenia una població total de 47.170 habitants.
Ingall ha estat un punt de trobada de les principals rutes entre la capital de Níger, Niamey (600 km al sud-oest), i el poblat miner d'Arlit (200 km al nord-est, 150 km de la frontera amb Algèria) o de la capital provincial Agadez (100 km a l'est). En la dècada de 1970, la ruta principal va ser pavimentada per transportar urani des de les mines franceses a Arlit, però la nova ruta va esquivar Ingall, amb la qual cosa Ingall ha deixat de ser un punt de pas. Des de llavors, la seva població ha disminuït des de gairebé 5.000 habitants a menys de 500.

## Història
La història, arqueologia i cultura de la zona d'In-Gall ha estat estudiat en detall, especialment per la parella d'antropòlegs i arqueòlegs francesos Suzanne i Edmond Bernus. L'evidència arqueològica indica que la zona va ser un centre habitat ja durant la prehistòria amb assentaments que es remunten fins a 6000 anys aC, quan la zona es trobava en el centre, avui sec, de la vall del riu Azawagh, el qual és alimentat per l'Aïr i flueix al sud cap al riu Níger. Es destaquen diversos milers de monticles mortuoris rocosos amb més de 2.000 anys d'antiguitat, els quals són indicis de la presència d'una cultura que abastava la zona. Els arqueòlegs també han trobat a la zona d'Ingall moltes de les mesquites més antigues de Níger, que es remunten als primers assentaments amazics abans de l'any 1000 dC. Durant l'alçament tuareg de la dècada de 1990, Ingall va ser una de les fortificacions principals de les forces armades de Níger, i en acordar la pau l'any 2000, l'antic fort va ser abandonat.

## Mineria
El 2004, el govern va atorgar a una corporació canadenca una llicència per extreure mineral d'urani a la zona; era la Northwestern Mineral Ventures i s'instal·laren a Irhazer i Ingall, cadascuna amb 2.000 km² d'extensió. Es va indicar que les mines serien a cel obert. Més de 100 llicències d'exploració d'urani s'han atorgat a la zona d'Azawagh des del 2004 a empreses estrangeres de la Xina (més del 40%), el Canadà, i l'Índia.